# Андрущенко Володимир Петрович
Володи́мир Петро́вич Андру́щенко (нар. 26 серпня 1943, с. Ситківці, нині селище міського типу Немирівського району Вінницької області) — український журналіст, письменник (прозаїк, публіцист).

## Біографія
Володимир Андрущенко народився в сім'ї колгоспників. Перші оповідання і матеріали надрукував на сторінках районних газет «Шлях Ілліча» (Брацлав), «Зоря комунізму» (Тульчин), у вінницьких обласних газет «Ленінське плем'я» та «Вінницька правда». 1968 року Андрущенко переїхав у Новоселицю Чернівецької області, де майже десять років очолював редакцію районного радіомовлення. Від 1977 року Андрущенко — власний кореспондент обласної газети «Вінниччина».
1992 року та 1994 року в обласному державному видавництві «Вінниця» вийшли дві книги нарисів та бувальщин Андрущенка «Лелеки прилітають на щастя» та «За покликом серця».